# Deadman Wonderland
Deadman Wonderland  (デッドマン・ワンダーランド, Deddoman Wandārando, litt. « Le Pays des merveilles de l’Homme mort ») est un shōnen manga écrit par Jinsei Kataoka et illustré par Kazuma Kondou (auteurs d'Eureka Seven), prépublié dans le magazine Monthly Shōnen Ace entre avril 2007 et juillet 2013 au Japon. Il est compilé en un total de treize tomes au 26 août 2013. La version française est éditée en intégralité par Kana sous le label Dark Kana depuis le 8 octobre 2010.
Une adaptation animée de douze épisodes est diffusée du 17 avril et le 3 juillet 2011 au Japon. Une OAD est également sortie en octobre 2011 avec l'édition limitée du tome 11. Dans les pays francophones, la série est diffusée en simulcast dans sa version sous-titrée par l'éditeur Dybex.

## Résumé
Un puissant séisme mystérieux a ravagé la partie continentale du Japon et a détruit en grande partie Tokyo, provoquant l'immersion des trois quarts de la ville dans l'océan. Dix ans plus tard, en 2023, l'histoire se centre sur Ganta Igarashi, un étudiant apparemment ordinaire qui fréquente le collège de la préfecture de Nagano. Bien que survivant du tremblement de terre, Ganta n'a aucun souvenir de la tragédie et a vécu une vie ordinaire. Tout cela change quand un homme étrange couvert de sang et portant une armure pourpre flotte devant les fenêtres de la classe. Souriant comme un fou, l'Homme en Rouge massacre toute la classe de Ganta et, plutôt que de le tuer, lui incruste un éclat de cristal rouge dans la poitrine. Quelques jours après le massacre, Ganta est déclaré l'unique suspect et, après un procès rapide, est condamné à la prison à vie dans Deadman Wonderland, une prison doublée d'un parc d'attraction construit en 2017.
En arrivant à la prison, Ganta est équipé d'un collier spécial qui surveille sa position et ses signes vitaux. En raison de la nature odieuse des « crimes » de Ganta, il est condamné à subir la peine de mort de Deadman Wonderland. Un poison mortel est injecté en permanence dans son sang via le collier mais il peut être neutralisé par la consommation d'un antidote (sous forme d'un bonbon) tous les trois jours. Des bonbons supplémentaires sont acquis contre des Cast Points (monnaie utilisée dans la prison). Afin de gagner des Cast Points, un détenu doit travailler ou participer aux jeux mortels du parc et y survivre. Heureusement pour Ganta, il est aidé par une mystérieuse jeune fille nommée Shiro, qui le connaît apparemment et semble faire également partie des prisonniers.
Luttant pour sa survie comme détenu condamné à mort, Ganta devient de plus en plus obsédé par l'Homme en Rouge et essaie de le retrouver pour laver son nom et venger ses amis. Étrangement, Ganta commence à développer la capacité à manipuler son propre sang, au point d'en faire une arme. À son insu, Ganta est devenu un des Deadman, un groupe de prisonniers isolés possédant une Branch of sin (traduite littéralement par Branche du mal ou Branche du péché), un pouvoir qui les rend capables de contrôler leur sang. Sa capacité découverte, Ganta est forcé de participer à des duels à mort entre Deadman, connus sous le nom de Carnival Corpse et diffusés à une clientèle exclusive moyennant un prix exorbitant. Dans sa lutte, il en vient parfois à se lier d'amitié avec ceux qu'il a vaincus dans l'arène et avec leur aide, Ganta continue sa quête pour découvrir l'identité de cet Homme en Rouge, la raison de sa transformation en Deadman et les sombres secrets de l'administration pénitentiaire.

## Personnages
Ganta Igarashi (五十岚丸太, Igarashi Ganta), alias le Pic-vertLe principal protagoniste de l'histoire, en apparence un inoffensif collégien de 14 ans qui est accusé d'avoir tué tous ses camarades de classe, à tort puisque le véritable meurtrier est le mystérieux Homme en Rouge. Condamné à « mort » après un procès, il est envoyé à Deadman Wonderland, où il est horrifié par la brutalité du cadre carcéral. Peu après son arrivée, Ganta apprend qu'il peut manipuler son sang et qu'il est ce que les initiés appellent un Deadman, un porteur de « la branche du mal » — un pouvoir qui permet au porteur de manipuler son sang, généralement pour en faire une arme meurtrière. Ganta semble avoir gagné cette puissance à partir d'un tesson de cristal que l’Homme en Rouge lui aurait projeté dans la poitrine après avoir massacré sa classe. En tant que Deadman, Ganta est forcé de lutter et de survivre dans le Carnival Corpse, combats à mort entre Deadmen, sous le pseudonyme du pic-vert. Il découvre là-bas que l'Homme en Rouge serait tenu captif dans Deadman Wonderland. La branche du mal de Ganta, surnommé le Ganta Gun par Senji, lui permet de recueillir des quantités variables de sang dans la paume de sa main, puis de les envoyer à grande vitesse, comme des balles. Le Ganta Gun est une arme de longue portée, donc avantageuse, mais Ganta apprendra qu'il faut l'utiliser avec parcimonie sinon c'est l'anémie assurée (avec sensations de froid, perte de connaissance, risque de mourir). Plus tard, le pouvoir de Ganta commence à changer, avec l'apparition d'un étrange tatouage rayonnant à partir du cristal dans sa poitrine. Son Ganta Gun émet alors une explosion beaucoup plus puissante, mais est beaucoup moins contrôlable et lui cause des douleurs physiques. Il a des sentiments pour son amie d'enfance Shiro, ironiquement le même homme rouge qu'il est déterminé à tuer par vengeance. Il est révélé que Sorae Igarashi (la mère de Ganta) est la créatrice de l’Œuf Pourri (l'Homme en Rouge) et du système de la Mère l'Oie. Dans le chapitre 45, on apprend que l'apparition de la personnalité de l’Œuf Pourri est due en partie à Ganta qui, enfant, avait dit à Shiro que lorsqu'elle souffrirait, Aceman viendrait l'aider.
Dans le chapitre 51, on découvre que son pouvoir a un effet secondaire non présent dans les autres « branches du péché » : plus il manipule le sang, plus ses organes vitaux se détériorent. Cela signifie que Ganta finirait par mourir s'il continue d'utiliser sa « branche ».
Malheureusement pour lui, il est aussi le seul à pouvoir combattre l'Œuf Pourri grâce à sa nouvelle branche du péché.
Shiro (シロ, Shiro), alias le Péché originelUne mystérieuse gamine albinos que Ganta rencontre le premier jour de son incarcération, vêtue seulement d'une combinaison moulante, d'une minerve et de moufles. Shiro se distingue parmi les autres prisonniers en raison de son apparence bizarre et de sa façon de se comporter. Pour Ganta, sa manière de parler et d'agir lui rappelle une enfant même si Shiro a le même âge que lui. Toutefois, Shiro possède des capacités physiques inhumaines de guérison et a une connaissance intime de la prison, y ayant apparemment vécu presque toute sa vie. Il s'avère en fait que Shiro et Ganta sont des amis d'enfance. Ganta, cependant, n'a aucun souvenir de cette partie de son enfance au début, ce qui attriste et agace Shiro. Malgré son apparence inoffensive, Shiro porte un lourd secret : elle possède deux personnalités, dont l'une est l'Homme en Rouge (appelé aussi l'œuf pourri) que Ganta recherche et l'autre est la sienne. (Shiro que l'ont voit naturellement) Cependant, lorsque la berceuse cesse, Shiro devient une meurtrière sanguinaire, capable de massacrer des escadrons entiers d'hommes armés sans trop d'effort. C'est dans ces moments qu'elle enfile une cape rouge pourpre et met un masque sur son visage, ce qui lui donne une apparence masculine, d'où l'impossibilité pour Ganta de la reconnaître. Shiro se soucie grandement de Ganta et cherche constamment son approbation. Elle est prête à faire tout ce que Ganta lui demande aussi longtemps qu'elle pourra jouer avec lui. Dans le chapitre 45, on apprend comment est née la personnalité de l'Homme en Rouge : Pendant son enfance, Shiro souffrait beaucoup des expériences faites sur elle, et un jour, pour la consoler, Ganta lui a dit que si elle avait trop mal elle pourrait compter sur Aceman pour l'aider ; c'est ainsi que pendant une expérience, afin de ne plus souffrir, Shiro se créa une nouvelle personnalité qu'elle appela Aceman, alias l'Homme en Rouge.
Yō Takami (鹰见羊, Takami Yō)Un cleptomane et un informateur de l'adjoint Tamaki, Yō a été enrôlé pour surveiller Ganta, en retour de grandes quantités de Cast Points, l'équivalent de la monnaie à la prison sans quoi rien n'est possible, même pas vivre. Bien qu'apparemment très sympathique et poli, en vérité, il est impitoyable, intrigant et quelque peu paranoïaque, étant donné sa position en tant qu'espion pour le personnel de la prison. Une rareté dans la population carcérale, Yō s'est fait volontairement capturer et envoyer à Deadman Wonderland dans l'espoir de retrouver sa sœur Minatsuki et fait tout ceci afin d'acheter sa liberté avec les Cast Points qu'il a obtenu de Tamaki. Il se soucie profondément à son sujet, au grand dégoût de Minatsuki.
Tsunenaga Tamaki (玉木常长, Tamaki Tsunenaga)Tamaki est le promoteur de la prison mais également le tyran de Deadman Wonderland. Sous son calme, son attitude presque idiot, il est sadique, prend soin de ne rien dire sur le fait qu'il tue des dizaines de prisonniers chaque jour dans le seul but de recueillir de l'argent ou faire des expériences sur eux, ou tout simplement, et surtout, pour son propre amusement. Comme il est le fils du chef mourant de Deadman Wonderland, il espère ardemment la mort de son père pour devenir véritablement le chef suprême de la prison, et il consacre beaucoup de son temps et de ressources dans l'étude et l'expérimentation sur les pouvoirs des branches du péché et leur origine. Il est également en contact avec les échelons supérieurs du gouvernement japonais, son but étant la synthèse de Deadmen artificiels. En contraste frappant avec sa cruauté, il aime jouer avec les jouets pour enfants. Il est plus tard révélé que son jeu malade était vraiment juste une partie de son plan pour tuer les œufs Misérables. Grâce à ses recherches, il a créé un être qui, selon lui, va bientôt traquer et tuer tous les êtres avec des pouvoirs de Deadmen, y compris les œufs Misérables. Avant le grand tremblement de terre de Tokyo, Tamaki était un otaku informatique reclus et indifférent qui a passé des heures sinon des jours isolé dans sa chambre, à jouer à des jeux, ne se souciant de rien, même de sa propre famille. Le séisme, qui a détruit sa maison et les jeux, lui fit perdre la raison et l'a conduit à imaginer Deadman Wonderland comme un gigantesque jeu, afin de continuer à jouer comme il le faisait avant le séisme. Néanmoins, lorsqu'il est confronté à Toto, qui se révéla être le directeur réel de Deadman Wonderland, il est mis au courant que lui-même n'était rien de plus qu'un autre pion dans son propre jeu, Tamaki s'est tiré une balle dans la tête comme une assurance ultime que c'était son jeu.
La chef de la Garde Makina (マキナ, Makina)Dirigeante du personnel de garde de la prison, Makina est dure, froide et n'hésite pas à punir, souvent brutalement, la population de la prison. Connue pour ses gros seins (bonnet G) et son comportement, elle est tristement célèbre pour porter une épée sur elle à tout moment, et aussi pour l'utiliser sur quiconque enfreindrait les règles de la prison. Malgré sa brutalité, elle est beaucoup moins tordue que Tamaki, qu'elle suspecte grandement après avoir découvert qu'il lui cachait une partie de Deadman Wonderland. Ce fait, qui associe Tamaki à des machinations de plus en plus malades, l'a amenée à démissionner de son poste et à le chasser avec l'aide de quelques alliés, parmi lesquels les Deadmen eux-mêmes, Ganta en particulier. Après la mort de Tamaki, elle a pris possession des données concernant l'Œuf Pourri, les Deadmen et les branches du mal.
Kiyomasa Senji (千地清正, Senji Kiyomasa), alias le CorbeauSenji, surnommé le Corbeau, est le premier Deadman que Ganta rencontre alors qu'il était détenu comme un détenu normal dans Deadman Wonderland. Confiné dans le secteur G pour sa férocité, il est dépeint comme un homme grand et bien bâti, qui se délecte dans le sang et la bataille, un fait qui contribue à lui faire profiter de sa vie en prison et les matchs du Carnival Corpse. Il est le premier adversaire que Ganta affronte, et domine apparemment leur bataille jusqu'à ce que Ganta le batte brusquement avec un puissant tir de sang à la poitrine. Pour avoir été vaincu, comme sanction Senji est dépouillé de son œil droit, mais il réapparaît peu après et se lie d'amitié en quelque sorte avec Ganta, baptise son pouvoir, le Ganta Gun et l'aide en l'encourageant lors de son prochain match. Il a développé une sorte de rivalité avec Ganta, lui demandant de ne pas être vaincu jusqu'à leur prochain combat. Aussi, il devient fort embarrassé en présence de femmes avec des vêtements osés, souvent au point de se ridiculiser. Comme un souvenir de ses anciens collègues, tués par Ikazuchi Akatsuki, il a les initiales DSMK (Domon, Shindow, Momoi et Kan) tatouées sur le côté droit de son front. Ces derniers ont été tués à cause de Senji. En effet, quand il était encore policier, le Corbeau avait réussi à se faire haïr par les gangs de la ville. Les gangs ont essayé de le faire tomber dans un piège mais ce seront ses collègues qui y iront à sa place et mourront. Plus tard, il tuera l'auteur du massacre de Domon, Shindow, Momoi et Kan.
Sa branche du mal, appelée les Serres du Corbeau (Noir Invisible),lui permet de matérialiser des faux, dépassant de ses avant-bras et pouvant effectuer des attaques à la vitesse du son.
Minatsuki Takami (鹰见水名月, Takami Minatsuki), alias Humming BirdMinatsuki est la jeune sœur de Yō Takami. Lorsque Ganta et elle se rencontrent pour la première fois, elle apparaît comme une jeune fille extrêmement timide et douce. En vérité, cette réserve sur sa personnalité calme est une ruse qu'elle utilise afin de masquer sa vraie nature, celle d'une psychopathe extrêmement sadique et tellement tordue qu'elle en devient excitée sexuellement. Elle n'hésite pas non plus à injurier, parfois de façon incroyablement violente, les personnes dont le comportement la dégoûte. Elle est devenue folle après que sa mère l'ait abandonnée pendant le grand tremblement de terre de Tokyo. Elle a perdu plusieurs fois lors du Carnival Corpse (la moitié de son estomac et le rein), et elle a perdu à nouveau dans son combat avec Ganta, mais grâce à une ruse de Nagi et Ganta, elle a seulement été contrainte de se faire couper les cheveux. Après ces événements, elle est en quelque sorte réconciliée avec son frère Yō et Ganta, mais continue d'être dégoûtée par leur attitude et n'hésite pas à les injurier copieusement dès que l'occasion se présente. Cependant, elle est toujours capable d'éprouver un peu de compassion, comme dans le Chapitre 45, quand Makina révèle aux Deadmen la vérité sur le douloureux passé de Shiro et le système Mère l'Oie.
Sa branche du mal, appelé Whip Wing, prend la forme de fouets qui s'étendent de ses cheveux avec lesquels elle peut porter des coups rapides ou saisir son adversaire.
Nagi Kengamine (剣ヶ峰凪, Kengamine Nagi), alias le HibouNagi est le leader du groupe de rébellion Scar Chain. Avant de former Scar Chain, il avait une relation avec une femme, alors qu'ils se trouvaient dans le secteur G de la prison. Ils ont été contraints de s'affronter lors d'un Carnival Corpse, et Nagi a volontairement perdu ce combat car il ne voulait pas taper sur sa femme qui était enceinte. À la suite du jeu de la punition qui a suivi, il a perdu ses cordes vocales. Mais Tamaki, dans un élan de cruauté envoie Genkaku tuer la femme de Nagi, afin de punir sa malhonnêteté, un acte qui a incité Nagi à abattre les Croques Morts de Genkaku presque jusqu'au dernier dans un accès de rage sanguinaire. Deux ans plus tard, il a formé le groupe Scari Chain avec Karako dans l'espoir de voir son enfant qu'il croit être vivant. Plus tard, cependant, après avoir été torturé par Genkaku, il apprend que son enfant a été tué dans le ventre de sa femme quand elle a été disséquée, et qu'il est conservé comme un précieux spécimen, car c'est un descendant de deux Deadmen. En découvrant que son espoir de voir son enfant n'est plus qu'une pure illusion, il est devenu fou, et son désespoir l'a conduit à tuer amis et ennemis, jusqu'à ce Karako arrive à lui redonner la raison. Cependant, il fut mortellement blessé par Genkaku. Sa branche du péché est L'Œil du hibou et lui permet d'envoyer des sphères de sang explosives.
Karako Koshio (兴绪唐子, Koshio Karako), alias Game FowlLe second commandant de Scar Chain qui aime secrètement Nagi et se bat pour lui. Elle est capable d'utiliser sa branche du mal à une partie ou la totalité de manteau de son corps dans le sang, ce qui renforce sa force naturelle et sa durabilité.
Bundo Rokuro (六路文堂, Rokuro Bundo)Un ancien chef du renseignement de Scar Chain et aussi un Deadman. Il est en fait un espion infiltré chez Scar Chain, engagé par les Croque-Morts. Il forme des boucliers avec son sang
Azuma Genkaku (东弦角, Genkaku Azuma), alias le Super MoineLe leader de la 1re seconde division des croque-mort. Il s'est autoproclamé Super Moine. Il pense qu'en tuant une personne, il la sauve en l'amenant au paradis. Son caractère s'explique par le fait qu'il a vu mourir tous les autres moines du temple lorsqu'il était enfant. Il brandit une guitare électrique qu'il peut diviser en deux mitrailleuses. Deux ans avant l'histoire principale, il est celui qui a tué la femme de Nagi.
Hibana Daida (橙火花, Daida Hibana)Le chef de la 3e seconde division des croque-mort, une petite fille d'apparence polie et bien élevée mais qui fut instruite dès son plus jeune âge aux techniques les plus sadiques que sa défunte mère mettait en pratique sur elle, comme l’hameçonner pour des infractions mineures comme le pipi au lit. Malgré sa taille minuscule, elle est extrêmement forte et brandit une gigantesque épée pouvant s'articuler.
Toto Sakigami (咲神トト, Sakigami Toto), alias l'Oiseau MoqueurUn mystérieux Deadman craint même par Senji, Toto est un mystérieux garçon vêtu d'une façon qui rappelle Shiro, et semble non seulement être l'un des plus forts Deadmen introduits jusqu'à présent, mais aussi connaître en détail la véritable nature et le but de Deadman Wonderland. Sa puissance, Labyrinthe Amour, lui permet de copier les capacités d'autres Deadmen après avoir ingéré une petite dose de leur sang. Toutefois, il déclare qu'il a été récemment remis à zéro de ses pouvoirs après avoir copié sa bataille avec l'Homme Rouge. Cependant, même dans son état affaibli, lors de la bataille Deadmen vs Contrefaçons, il a réussi à décrocher deux des falsifications avec seulement une copie des pouvoirs de Corbeau. Il vient librement et passe par la prison, et s'entend assez bien avec Ganta. Toto est la seule personne à avoir combattu l'homme rouge et à avoir survécu. On découvre qu'il est en fait un des avatars du directeur de Deadman Wonderland, dont le précédent corps fut détruit après une confrontation avec Shiro, ce qui implique que si Toto n'est pas mort après sa confrontation avec l'Œuf Pourri, son corps a dû être en quelque sorte restauré et est maintenant utilisé par le directeur.
Choppline Sukegawa (チョップリン助川, Choppurin Sukegawa), alias le PaonMasaru est un homme homosexuel se travestissant, qui se voit comme une figure brillante dans le secteur G et est également une animatrice pour la plupart des duels du Carnival Corpse. Elle est souvent avec Minatsuki, Itadaki « Masu » Kazuya, et Hitara. Avant d'être emprisonné, il était un employé ordinaire d'une société quelconque. Il a réveillé ses pouvoirs de Deadman après avoir trouvé son amant avec une autre femme, qu'il a alors tué par jalousie. Ce faisant, puisque son corps d'homme n'était pas assez attirant, il décida psychologiquement de devenir une femme, et après avoir été emprisonné au secteur G pour son crime, adapta sa conduite et son style vestimentaire en fonction.
Sa branche du mal, appelée Peacock Peak, lui permet de créer de petites étoiles de sang qui peuvent être utilisées pour piéger et percer ses adversaires.
Idaki Hitara (火多良懐, Hitari Idaki), alias CondorUn vieil homme qui prétend être toujours en train de parler à sa fille à travers son casque distinctif. Comme nous l'apprenons à travers un flashback, Hitara était un professeur dont la fille Yuki, incroyablement belle et star de la télévision, a été horriblement défigurée pendant la grand tremblement de terre de Tokyo, et s'est suicidée en s'immolant par le feu, mais pas avant d'avoir percé l’œil de son père alors qu'il était à son chevet. Hitara a revendiqué sa responsabilité pour le fait, et a donc été emprisonné.
Sa branche du mal, appelée Condor Candle, lui permet d'enflammer son sang comme une chandelle. Des flammes « qui peuvent brûler la glace ».
Azami Mido (御堂アザミ, Mido Azami)Azami Mido est l'une des premières détenues qui répond à Ganta. Elle devient plus tard son ami. Sa résidence se trouve dans les quartiers de l'homme, donc elle n'est pas un Deadman. Même si elle est sortie comme grossier dans sa première apparition, elle était toujours très gentille quand elle donnait la moitié de son sandwich à Ganta après lui quand elle le renseignait au sujet des Cast Points, le grondant parce qu'il n'a pas lu le livre des règles. Il y a des moments où elle peut être douce, mais elle semble prompt à la colère si l'on pousse les boutons de droite. Après qu'Azami ait rencontré Ganta, elle est devenue une contrefaçon et est forcé de se battre sous les ordres de Tamaki. Après une bataille avec Madoka, elle reste derrière avec Shiro tandis que Ganta va en avant. Lorsque Shiro disparaît et que son autre personnalité, connue sous le nom d'Œuf Pourri ou L'Homme-Rouge, apparaît, Toto décapite Azami, mettant fin à sa vie.
Mitsuzaki Yosuga ()Une mystérieuse jeune fille qui prétend avoir connu et aimé Toto avant qu'il n'ait « changé », et bien que n'étant pas réellement vu dans DW avant, est présumée être un Deadman. Elle semble douter d'elle à plusieurs reprises et parle à la troisième personne. On découvre par la suite qu'elle était à DW en même temps que Toto. Elle n'avait aucune raison de vivre et souhaitait mourir mais n'y arrivait pas, son arbre de sang l'en empêchait malgré elle. Toto s'intéressa alors à elle. Il l'appelle grande sœur alors qu'il est plus vieux qu'elle (elle a 17 ans alors que Toto 18) car il a perdu sa grande sœur durant le séisme. Ce fut Toto qui lui redonna une raison de vivre en lui achetant un pistolet, qui s'avère être en fait un jouet, en lui faisant la promesse qu'un jour elle lui tirera dessus tandis qu'il la découpera. Après la défaite de Toto face à Ganta et Senji et ainsi mortellement blessé, Yosuga le soigne. Lorsqu'il lui demande pourquoi elle lui répond qu'elle se considère toujours comme sa grande sœur et qu'elle veut tenir la promesse faite entre eux. Sa branche du mal permet à Yosuga de créer des boucliers protecteurs multiformes.

## Univers

### La Prison
Deadman Wonderland est la seule prison privée existante au Japon, construite après le Grand Tremblement de Terre de Tokyo, juste au-dessus du foyer du séisme. Il rassemble des prisonniers de tout le Japon et amasse des fonds pour la relance de la métropole détruite. Pour le public et les touristes qui visitent le parc d'attraction quotidiennement, Deadman Wonderland est géré par la population carcérale. À l'insu de la population de visiteurs, les animations sont en fait des jeux mortels consistant à survivre, où de nombreux détenus décèdent ou sont mutilés pour le divertissement d'un public croyant assister à des mises en scènes.
Les prisonniers sont munis de colliers spéciaux relevant leurs données vitales, leur localisation, etc. Les détenus se voient administrer par ce collier du poison, et afin de ne pas mourir de ces injections, sont obligés de consommer un bonbon (antidote du poison) tous les 3 jours. Le personnel de garde de la prison a carte blanche pour ce qui est des corrections lors de non-respect des règles de DW, ce qui signifie souvent des manifestations violentes de l'autorité.
Alors que la menace de violence est constante à la prison, la plupart des prisonniers jouissent d'une grande liberté de mouvement à l'intérieur de Deadman Wonderland. Utilisant des Cast Points, points faisant office de monnaie dans la prison, les prisonniers peuvent acheter une grande variété d'articles de mode, de nourritures, des meubles de luxe pour leurs chambres et même des années de remise de peine.
Malgré son statut de prison et de parc à thème, Deadman Wonderland recèle un secret beaucoup plus sombre. Cachée aux yeux des touristes et de la population carcérale normale, existe une importante installation souterraine connue sous le nom de « secteur G ». C'est là que la prison cache ses précieux Deadmen ainsi que l'arène du Carnival Corpse, où de riches donateurs anonymes paient pour regarder des combats à mort entre Deadmen. Le Deadman gagnant obtient des bonbons et Cast Points en quantité, alors que le perdant obtient un « Lot de consolation », qui est en fait le droit de jouer à la roulette russe avec ses organes (au moyen d'une sorte de machine à sous) pour savoir lequel lui sera retiré (pas forcément sous anesthésie). Le spectacle est diffusé en direct aux autres prisonniers. Le secteur G abrite également de nombreux laboratoires ainsi que des salles où des expérimentations humaines sont effectuées et où les scientifiques tentent d'exploiter les pouvoirs des Deadman dans des buts financiers, politiques et militaires.

### Termes employés
Croque-Morts (墓守, Andāteikā)Les Croque-Morts sont un groupe de personnes spécifiquement formés pour résister aux attaques des Deadman. Le groupe est composé de certains des pires criminels de Deadman Wonderland, les individus qui ne pouvaient pas être réhabilités, mais qui ont réussi à passer un test de sélection. Leurs armes et armures possèdent une technologie qui leur permet d'annuler la capacité des Deadman. Les membres importants du groupe sont Gazuchi Mōzuri, le chef de la 2e section, abandonné par sa mère et élevé par des ours, et Dōkoku Shinagawa, le second commandant de la 2e section, tueur en série. Il y a aussi des fantassins armés de divers armes anti-Deadman comme les lames et les armes à feu.
Scar Chain (自由の鎖, Suka Chein)Scar Chain est un groupe de Deadman qui s'oppose à la prison et désire s'évader pour révéler la vérité au reste du monde. Ils croient chacun en leur propre définition personnelle de la liberté. Ils sont dirigés par le Hibou.
NinbensLes Ninbens, alias les contrefaçons, ont été créés par Tamaki, afin d'installer la peur chez les gens en dehors de Deadman Wonderland. À l'origine, le Carnival Corpse de Deadman Wonderland était considéré comme inhumain, mais en mettant ses Ninbens sur le ring, Tamaki commence à convaincre les gens que les Deadmen sont des monstres qui méritent d'être traités de la façon dont ils le sont actuellement, sinon pire. Ces Deadmen artificiels ont la capacité unique de créer de grandes vrilles serpentines avec leur sang, qu'ils extraient de leurs bras. Tout contact corporel avec ces vrilles fait gonfler les muscles de la victime au point de les faire éclater en cas de contact prolongé ou s'ils sont laissés sans soins. On a vu que le gonflement peut être interrompu à un stade précoce, empêchant ainsi la multiplication des blessures mortelles. Tous les Ninbens portent des masques spéciaux qui les maintiennent dans un état d'euphorie induite par hypnose, leur permettant de résister aux blessures les plus graves ou d'obéir inconditionnellement aux ordres les plus irrationnels.
Il existe cependant une unité spéciale, l'unité Alpha (composé de Ikazuchi Akatsuki, Hajime Mikawa, Uzume Sumeragi et Shishito Madoka), qui, contrairement aux autres Ninbens, ne portent pas de masques. Ces Ninbens élus ont un poison qui a évolué et possèdent de grands pouvoirs.

## Analyse de l'œuvre

### Thèmes abordés
Deadman Wonderland se présente comme une plongée dans la folie et la psyché humaine. En effet, Ganta est le seul personnage sain de Deadman Wonderland : tous les autres personnages ont vécu un évènement qui les a forcés à développer une sorte de folie. Par exemple, Minatsuki est devenue sadique en raison de sa mère, qui l'a abandonnée pendant le tremblement de terre.
Ganta se présente comme une sorte d'explorateur, refusant de succomber à la folie de Deadman Wonderland, et souhaitant revenir à sa vie d'avant. Néanmoins, après la mort de Tamaki, il se rend compte qu'après avoir traversé les épreuves de Deadman Wonderland, revenir à sa vie d'avant est devenu impossible.
Le manga explore d'autres thèmes comme la torture, la propagande, et le besoin de chaque individu de tenter d'oublier son passé pour revenir à une vie normale.

### Réception et critiques
Après onze tomes publiés, le manga est noté 14,45/20 sur Manga-News et 7,14/10 sur Manga Sanctuary.
Le tirage total des onze premiers tomes est de trois millions d'exemplaires en mars 2011.

## Manga
La publication du manga a débuté en avril 2007 dans le magazine Monthly Shōnen Ace. Il a connu une pause d'environ un an en 2012, à la suite de l'accouchement et du congé maternité de la dessinatrice. Le retour de la série a été annoncé en décembre 2012 pour janvier 2013, et marque le début du dernier arc du manga. Le dernier chapitre a été publié le 26 juillet 2013 dans le magazine Monthly Shōnen Ace.

### Fiche technique
- Édition japonaise : Kadokawa Shoten
  - Nombre de volumes sortis : 13 (terminé)
  - Date de première publication : septembre 2007
  - Prépublication : Monthly Shōnen Ace
- Édition française : Kana
  - Nombre de volumes sortis : 13 (terminé)
  - Date de première publication : octobre 2010
  - Format : 127 mm x 180 mm
  - 212 pages par volume

### Le manga à travers le monde
- Tokyopop[9]
- Kadokawa Media
- Haksan Publishing
- Panini Comics

## Anime
Les épisodes de l'anime correspondent aux 21 premiers chapitres du manga.

### Fiche technique
- Réalisation : Kōichirō Hatsumi
- Character design : Masaki Yamada
- Créateur original : Jinsei Kataoka et Kazuma Kondou
- Studio d'animation : Manglobe
- Musique :
- Licencié par :
  -  Japon : TV Kanagawa
  -  France : Dybex[3]
  -  États-Unis : Funimation[10]
- Nombre d'épisodes :
  - Au Japon : 12
- Durée : 25 minutes
- Date de première diffusion :
  -  Japon : depuis le 17 avril 2011[11]
  -  France : depuis le 4 mai 2012 sur Nolife

### Liste des épisodes
| No | Titre français              | Titre japonais                | Titre japonais                | Date de 1re diffusion |
| No | Titre français              | Kanji                         | Rōmaji                        | Date de 1re diffusion |
| --- | --------------------------- | ----------------------------- | ----------------------------- | --------------------- |
| 01 | Condamné à Mort             | 死刑囚                        | Shikeisyuu                    | 17 avril 2011         |
| 2023. Ganta Igarashi est accusé du meurtre des 29 élèves de sa classe, tués par un homme en rouge flottant dans les airs. Après une parodie de procès, il est condamné à mort et envoyé à Deadman Wonderland, une prison privée servant également de parc d'attraction, construite sur l'emplacement de la ville de Tokyo détruite dix ans plus tôt par le « Red Hole ». Il y rencontre une jeune fille énigmatique, Shiro, qu'il sauve de l'explosion d'un immeuble destiné à le tuer sous l'apparence d'un accident grâce à un pouvoir conféré par l'homme en rouge.                                           |                             |                               |                               |                       |
| 02 | L'Antipoison (Le Bonbon)    | 解毒剤 (キャンディ)           | Gedokuzai (Kyandi)            | 24 avril 2011         |
| Ganta apprend que s'il ne mange pas un bonbon contenant un antipoison tous les trois jours, le collier porté par tous les détenus causera sa mort. Il décide de participer à la course de chiens, un parcours d'obstacles rempli de pièges mortels, afin de gagner la prime de 10 000 « Casts Points », des crédits servant de monnaie dans la prison, afin d'acheter un antidote. Il fait finalement le choix de sauver Shiro plutôt que de remporter l'épreuve finale. |                             |                               |                               |                       |
| 03 | Le secteur G                | Ｇ棟                          | Jī tō                         | 1er mai 2011          |
| You, un prisonnier chargé par le promoteur de la prison de surveiller Ganta, donne à ce dernier un bonbon lui permettant de repousser l'échéance de sa mort. Cependant, l'homme en rouge apparaît et attaque les prisonniers, avant d'être arrêté par le pouvoir de Ganta. Le jeune homme, apprenant que le meurtrier de sa classe est retenu dans le secteur G de la prison, cherche à rejoindre cet endroit secret avec You et Shiro, mais ils sont pris en chasse par un robot envoyée par la surveillante en chef. Ils sont finalement sauvés de celui-ci par un jeune homme ressemblant à l'homme en rouge. |                             |                               |                               |                       |
| 04 | Crow Claw                   | クロウ・クロウ                | Kurō Kurō                     | 8 mai 2011            |
| Le prisonnier du secteur G, surnommé « le Corbeau », attaque Ganta, surnommé « le Pic-vert », grâce au pouvoir des Deadman, qui leur permet d'utiliser leur propre sang comme une arme. Ils sont finalement rattrapés par les gardiens qui les endorment. Ganta rencontre le promoteur du parc, qui était l'avocat commis d'office lui ayant fait perdre le procès. Celui-ci lui apprend qu'il devra affronter le corbeau en combat à mort le lendemain. Pendant ce temps, la gardienne en chef part rencontrer le président du parc afin de le mettre au courant des agissement du promoteur.                   |                             |                               |                               |                       |
| 05 | Carnival Corpse             | (死肉祭(カーニバル・コープス) | Shiniku-sai (Kānibaru Kōpusu) | 15 mai 2011           |
| 06 | Humming Bird                | ハミング・バード              | Hamingu Bādo                  | 22 mai 2011           |
| 07 | Original Sin                | 原罪(レチッド・エッグ)        | Genzai (Rechiddo Eggu)        | 29 mai 2011           |
| 08 | Scar Chain                  | 自由の鎖(スカーチェイン)      | Jiyū no Kusari (Sukā Chein)   | 5 juin 2011           |
| 09 | Worm Eater                  | 酸化促進剤(ワームイーター)    | Sanka Sokushin-zai (Wāmu Ītā) | 12 juin 2011          |
| 10 | Les Croque-Morts            | 墓守(アンダーテイカー)        | Hakamori (Andāteikā)          | 19 juin 2011          |
| 11 | Le Concerto du Désespoir    | 絶望のGIG                     | Zetsubō no GIG                | 26 juin 2011          |
| 12 | Grateful Dead               | 救済(グレイトフルデッド)      | Kyūsai (Gureitofuru Deddo)    | 3 juillet 2011        |
| OAD | Le porteur du couteau rouge | 赤いナイフ使い                | Akai Naifu Tsukai             | 8 octobre 2011        |

### Doublage
| Personnages                | Voix japonaises    | Voix françaises  |
| -------------------------- | ------------------ | ---------------- |
| Ganta Igarashi             | Romi Paku          | Elise Gamet      |
| Shiro                      | Kana Hanazawa      | Delphine Saroli  |
| You Takami                 | Yūki Kaji          | Michaël Maïnö    |
| Tsunenaga Tamaki           | Junichi Suwabe     | Marc Wilhelm     |
| La chef de la Garde Makina | Takako Honda       | Dany Benedito    |
| Kiyomasa Senji             | Masayuki Katou     | Julien Dutel     |
| Minatsuki Takami           | Iori Nomizu        | Sandra Vandroux  |
| Nagi Kengamine             | Daisuke Ono        | Pascal Gimenez   |
| Karako Koshio              | Kumiko Itō         | Angélique Heller |
| Bundo Rokuro               | Jun Fukuyama       | Waléry Doumenc   |
| Azuma Genkaku              | Toshiyuki Morikawa | Non identifié    |
| Hibana Daida               | Takamori Natsumi   | Sandra Vandroux  |

### Différences avec le manga
- L'anime donne plus de détails sur le procès de Ganta, notamment une fausse vidéo le discréditant. On apprend par la suite que cette vidéo a été créée par Rokuro, sur ordre de Tamaki.

- Lors du combat contre Minatsuki, Senji ne vient pas motiver Ganta, et ne fait que le regarder.

- Lorsque Ganta s'entraîne avec Senji pour atteindre la vitesse du son, Minatsuki n'intervient pas, alors que c'est elle qui, dans le manga, lui donne l'idée de rétrécir ses projectiles.

- Dans l'anime, c'est Toto qui renseigne Shiro sur l'existence de la bombe dans la puce, alors qu'elle l'apprend par Hibou dans le manga.

- Toto intervient plus tôt dans l'anime, car la scène où il rencontre Senji et Ganta se déroule dans l'arc « Croque-mort », alors qu'elle survient dans l'arc « Ninben » dans le manga.
- Dans l'anime, Azami n'apparait pas, et c'est Yo qui la remplace par certains endroits (comme pour la course de chiens).
- Dans l'anime, Idaki et Choppline ne sont pas présents.

### Musiques
| Générique | Épisodes     | Début      | Début   | Fin         | Fin      |
| Générique | Épisodes     | Titre      | Artiste | Titre       | Artiste  |
| --------- | ------------ | ---------- | ------- | ----------- | -------- |
| 1         | 1 – 12 + OAV | One Reason | Fade    | Shiny Shiny | Nirgilis |